# Reformator

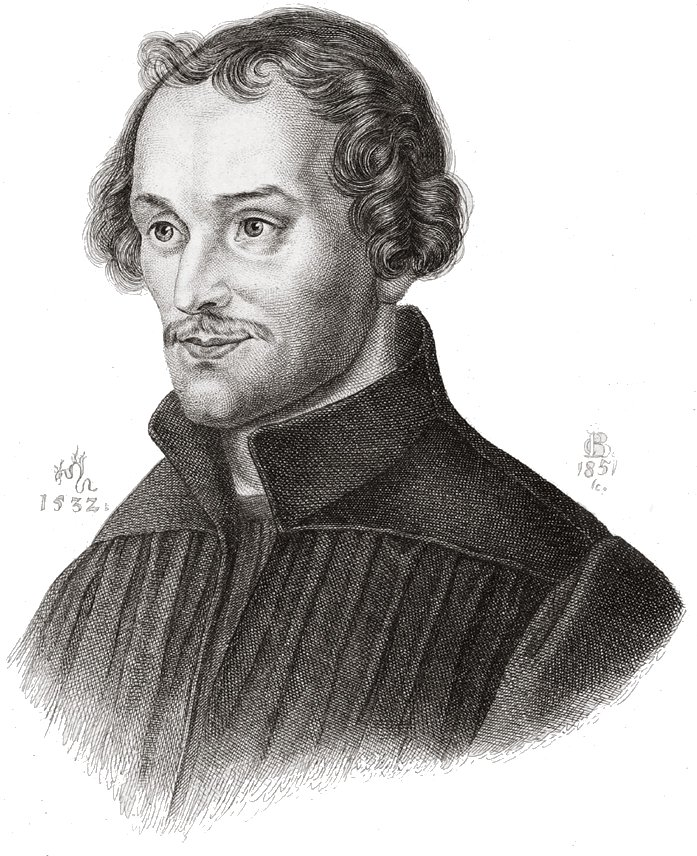
Philipp Melanchthon

En reformator, latin förbättrare, förnyare (jämför reform), är en person som initierade någon av de protestantiska rörelser som bröt med den romersk-katolska kyrkan under reformationen, eller formade någon av de reformatoriska kyrkofamiljerna. Begreppet kan jämföras med en restorationist, som åsyftar en person som tror att en eller flera aspekter av kristendomen bör återställas till hur det var under den apostoliska tidsåldern, såsom den är beskriven i Nya Testamentet och tidiga kristna skrifter. De flesta reformatorer stod för evangelisk restorationism, men endast några få argumenterade tydligt även för ecklesiologisk, etisk och erfarenhetsmässig restorationism. Bland de senare återfinns anabaptisterna.
Reformatorerna kan delas upp efter hur de såg på relationen mellan världsliga makter och kyrkan. Anabaptisterna utgjorde den radikala reformationen, och dessa menade att furstar, magistrat, stadsråd och andra sekulära makthavare varken borde eller kunde utöva auktoritet över den sanna kyrkan. Istället skulle kyrkans enda auktoritet vara bibeln. Varje troende ägde mandat och förmåga att med den helige Andes ledning tolka bibeln utan inblandning från myndigheter eller prästerskap. Många övriga reformatorer, såsom Luther, Zwingli och Calvin, kallas i kontrast till detta för magistrala reformatorer, eftersom de argumenterade för att de världsliga makterna och kyrkan var ömsesidigt beroende av varandra. Teologen Alister McGrath ska ha skrivit: "The magistrate had a right to authority within the church, just as the church could rely on the authority of the magistrate to enforce discipline, suppress heresy, or maintain order." Dessa två sidor debatterade och kritiserade varandra. De radikala reformatorerna menade att de magistrala inte gick tillräckligt långt i sina reformationssträvanden, medan reformatorer som Luther betraktade anabaptisternas strävanden att få kyrkan att återgå till den apostoliska kyrkans etiska principer som en gärningslära. Med stöd av de sekulära myndigheterna drev flera av de magistrala reformatorerna på för förföljelse av anabaptisterna, av vilka många därför led martyrdöden.

## Några kända reformatorer
- Pierre Valdes – Frankrike och Italien (1140–1218), namngivare åt valdenserna
- Jan Hus – Tjeckien (1371–1415), namngivare åt husiterna

- Johannes Oecolampadius – Basel (1482–1531)
- Martin Luther – Sachsen (1483–1546), namngivare åt lutherdomen
- Huldrych Zwingli – Zürich (1484–1531)
- Paul Speratus – Västpreussen (1484–1551 el. 1554
- Balthasar Hubmaier – Tysk-romerska riket (1485–1528), den förste anabaptisten
- Johannes Bugenhagen – Pommern och Braunschweig-Wolfenbüttel (1485–1558)
- Thomas Cranmer – England (1489–1556), formgivare av anglikanismens gudstjänstliv
- Kaspar Schwenckfeld – Tysk-romerska riket (1489–1561), namngivare åt schwenckfeldianismen
- Martin Bucer – Strasbourg och England (1491–1551)
- Philipp Melanchthon – Sachsen (1494–1560)
- Hans Tausen – Danmark (1494–1561)
- Andreas Osiander – Brandenburg (1498–1552)
- Sebastian Franck – Tysk-romerska riket (1499–1542), föregångare till kväkarna
- Peter Martyr Vermigli – Italien och England (1499–1562)
- Michael Agricola – Finland (1507–1557)
- Jean Calvin – Frankrike och Genève (1509–1564), namngivare åt calvinismen
- John Knox – Skottland (1514–1572)
- John Jewel – England (1522–1571)
- Fausto Sozzini – Polen (1539–1604), namngivare åt socinianismen
- Richard Hooker – England (1554–1600), formgivare av anglikanismens lära
- John Smyth – England och Nederländerna (1570–1612), den förste baptisten
- George Fox – England (1624–1691), grundare av kväkarna

### Sverige
- Olaus Petri (1493–1552)
- Laurentius Petri Nericius (1499–1573)
- Laurentius Andreæ (1470–1552)
- Erik Andersson (död 1563)